# Tamga (Rosja)
Tamga (ros. Тамга) – wieś (sieło) w Rosji, w Kraju Nadmorskim, w okręgu miejskim Lesozawodzka. W 2010 liczyła 252 mieszkańców.